# بساثيريانية
البساثيريانية هم طائفة من الآريوسيين ، الذين كانوا من أتباع طباخ معجنات متحمس من القسطنطينية اسمه ثيوكتيسكوس (باليونانية: ψαθυροπώλης)‏، حافظ على آراء آريوس الذي يعتقد أن الابن لم يولد من الله، بل من خلقه، وبذلك ينكر الجيل الأبدي للمسيح. قدموا للمحاكمة في مجمع أنطاكية سنة 360م، وأكدوا أن الابن لم يكن مثل الآب كما يريد؛ أنه أخذ من لا شيء أو مصنوع من لا شيء؛ وذلك في جيل الله لا يمكن تمييزه عن الخليقة.
أنهت الطائفة نفسها بعد لم شمل الجماعات الآريوسية في القسطنطينية بأمر من بلينتا. يقال إن تاريخ لم الشمل هذا حدث بعد قنصلية بلينتا (419) وفي الذكرى الخامسة والثلاثين لميلاد الانشقاق، ما بين 420-423 تقريبًا. كان مارينوس زعيما للطائفة، لكنه يُفترض أن تأثيره في هذه المرحلة قد يتضاءل وفقًا لذلك مع نهاية طائفته.
كانوا يطلق عليهم أيضا دوليان وكذلك سيرتياني.